# Khanqah du sultan Baybars II
La khanqah du sultan Baybars II est une khanqah et un mausolée du sultan mamelouk Al-Muzaffar Rukn ad-Dîn Baybars al-Jashankir au Caire en Égypte. L’édifice, composé de deux iwans, voit sa construction débuter en 1306 et est terminé en 1310.
L’historien Ahmad al-Maqrîzî décrit ce monument.

## Voir également
- Architecture mamelouke

## Référence
1. 1 2  Leonor Fernandes, « The Foundation of Baybars al-Jashankir: Its Waqf, History, and Architecture », Muqarnas, vol. 4,‎ 1987, p. 21–42 (ISSN 0732-2992, DOI 10.2307/1523094, lire en ligne, consulté le 14 mars 2025)

- (en) D. Behrens-Abouseif, Cairo of the Mamluks, Ed. I.B.Tauris, 2007, p. 163.